# Anectadius striolatus
Anectadius striolatus är en stekelart som beskrevs av Jean-Jacques Kieffer 1905. Anectadius striolatus ingår i släktet Anectadius, och familjen gallmyggesteklar. Inga underarter finns listade i Catalogue of Life.